# Jedlanka (powiat zwoleński)
Jedlanka – wieś w Polsce położona w województwie mazowieckim, w powiecie zwoleńskim, w gminie Zwoleń.
Sołectwo Jedlanka obejmuje także Karczówkę.
W latach 1975–1998 miejscowość należała administracyjnie do województwa radomskiego.
Obok miejscowości przepływa niewielka rzeka Zwoleńka, dopływ Wisły.
Wierni Kościoła rzymskokatolickiego należą do parafii Podwyższenia Krzyża Świętego w Zwoleniu.